# Google Earth
Google Earth és un programa d'informació presentant un globus virtual terraqüi, amb diferents nivells i continguts de mapes geogràfics, disposa d'una interfície d'usuari amb zoom. Es deia originalment EarthViewer 3D, i va ser creat per Keyhole, Inc, una companyia finançada per l'Agència Central d'Intel·ligència (CIA), i adquirida per Google el 2004. Presenta la Terra amb una superposició d'imatges obtingudes a partir d'imatges de satèl·lit, fotografies aèries i SIG 3D del món. Estava disponible en tres llicències diferents, dos en l'actualitat: Google Earth, una versió gratuïta amb funcions limitades, Google Earth Plus (descatalogada), que incloïa característiques addicionals, i Google Earth Pro, que es destina a ús comercial.
El producte, reeditat com Google Earth l'any 2005, està actualment disponible per al seu ús en ordinadors personals que executen Windows 2000 o superior, Mac OS X 10.3.9 i superior, nucli de Linux:, 2.6 o posterior (publicat el 12 de juny de 2006) i FreeBSD. Google Earth està també disponible com un plug-in del navegador que va ser llançat el 28 de maig de 2008. També es va fer disponible per als espectadors mòbils en el sistema operatiu de l'iPhone el 28 d'octubre de 2008, en descàrrega gratuïta des de l'App Store, i és disponible per als usuaris de l'Android com una aplicació gratuïta en l'Android Market. A més de publicar una versió actualitzada del client basat en Keyhole, Google també va afegir les imatges de la base de dades de la Terra per al seu programari de mapeig basat en la web, Google Maps. El llançament de Google Earth al juny de 2005 per al públic va provocar un augment de més de deu vegades en la cobertura dels mitjans de comunicació del globus virtuals entre 2004 i 2005, de conducció interès públic en tecnologies i aplicacions geoespacials. L'octubre de 2011 Google Earth havia estat descarregat més de mil milions de vegades.
Per a altres parts de la superfície de la Terra les imatges en 3D de terrenys i edificis es troben disponibles. Google Earth utilitza els models digitals del terreny (MDT), les dades recollides per la Missió Topogràfica del Radar dels Transbordador espacial = Shuttle Radar Topography Mission (SRTM) de la NASA. Això significa que hom pot veure tota la terra en tres dimensions. Des de novembre de 2006, els punts de vista en 3D de moltes muntanyes, s'ha millorat mitjançant l'ús de dades de MDT addicional per omplir els buits en la cobertura de la SRTM.
Moltes persones fan servir les aplicacions per afegir les seves pròpies dades, posar-los a disposició a través de diverses fonts, com el Sistema de Taulell d'Anuncis (BBS) o en els blocs esmentats a la secció d'enllaços de més avall. Google Earth és capaç de mostrar tot tipus d'imatges superposada sobre la superfície de la terra i també és un client del Web Map Service (WMS). Google Earth dona suport a la gestió de tres dimensions de dades geoespacials a través del Keyhole Markup Language (KML).
Google Earth, a més, té la capacitat de mostrar edificis en 3D i estructures (com ponts), que consisteixen en presentacions dels usuaris amb Google SketchUp, un programa de modelatge en 3D. En les versions anteriors de Google Earth (abans de la versió 4), els edificis en 3D es limitaven a unes poques ciutats, i tenien una menor representació, sense textures. Molts edificis i estructures de tot el món tenen ara estructures detallades en 3D, incloent (però no limitats a) els Estats Units, Canadà, Austràlia, Irlanda, Índia, Japó, Regne Unit, Alemanya, Pakistan i les ciutats, Amsterdam i Alexandria. L'agost de 2007, Hamburg va esdevenir la primera ciutat que es mostrà totalment en 3D, incloent textures, com ara façanes. Com que ja s'ha desenvolupat inicialment per ajudar els governs locals en l'exercici de les seves funcions urbanístiques, inclou la més alta resolució de textures fotorealistes que es poden trobar de qualsevol lloc. Les representacions tridimensionals estan disponibles per a certs edificis i estructures a tot el món a través del Google 3D Warehouse i altres llocs web. Encara que hi ha moltes ciutats a Google Earth que són totalment o parcialment en 3D, moltes estan disponibles en la Google Earth Gallery. La Google Earth Gallery és una biblioteca de les modificacions que la gent de Google han fet de la Terra.
En la versió 4.3, alliberada el 15 d'abril de 2008, Google Street View es va integrar plenament en el programa, proporcionant una visió a nivell del carrer en molts llocs.
El 31 de gener de 2010, la totalitat de les imatges de Google Earth del fons oceànic s'ha actualitzat amb les noves imatges de SIO, NOAA, Marina dels EUA, NGA, i GEBCO. Les noves imatges han mostrat que les illes eren més petites, com alguns atols de les Maldives.
Es pot utilitzar com a eina per a la geolocalització forense.